# Byrd in Hand
Byrd in Hand è un album di Donald Byrd, pubblicato dalla Blue Note Records nel 1959. Il disco fu registrato il 31 maggio 1959 al Van Gelder Studio di Hackensack, New Jersey (Stati Uniti).

## Tracce
Brani composti da Donald Byrd, tranne dove indicato
Lato A
1. Witchcraft – 8:24 (Carolyn Leigh, Cy Coleman)
2. Here Am I – 8:22
3. Devil Whip – 4:40

Lato B
1. Bronze Dance – 6:39 (Walter Davis Jr.)
2. Clarion Calls – 5:39 (Walter Davis Jr.)
3. The Injuns – 6:08

## Musicisti
- Donald Byrd - tromba
- Charlie Rouse - sassofono tenore
- Pepper Adams - sassofono baritono
- Walter Davis Jr. - pianoforte
- Sam Jones - contrabbasso
- Art Taylor - batteria[3]